# Józef Lewicki (pedagog)
Józef Lewicki (ur. 2 marca 1882 w Drohobyczu, zm. 5 lipca 1942 w Warszawie) – polski pedagog, doktor habilitowany, docent Wolnej Wszechnicy Polskiej w Warszawie.

## Życiorys
Urodził się w 1882. Uzyskał stopień naukowy doktora. W Wolnej Wszechnicy Polskiej odbył się jego przewód habilitacyjny na podstawie dorobku w zakresie organizacji szkolnictwa. Został mianowany docentem w tej uczelni. Powierzono mu kierownictwo katedry w Wolnej Wszechnicy Polskiej. Był autorem wielu publikacji z zakresu pedagogiki. Zmarł w 1942.

## Wybrane publikacje
- Bibliografia druków odnoszących się do Komisyi Edukacyi Narodowej (1907)
- Ustawodawstwo szkolne za czasów Komisji Edukacji Narodowej : rozporządzenia, ustawy pedagogiczne i organizacyjne (1773–1793) (1925).
- Komisja Edukacji Narodowej w świetle ustawodawstwa szkolnego : szkic historyczny (1923)
- Korespondencja Kołłątajowska z okresu reformy Akademji Krakowskiej (1935)
- Praktyczne nauczanie geografji w szkołach średnich angielskich : sugestje dydaktyczne (współautor: Zygmunt Pomarański, 1898–1941) (1918)
- Włoska reforma wychowawcza : studjum w zakresie organizacji wychowania (1930)
- Nowoczesna nauka o wychowaniu (1929)
- Nowe szkoły w Anglii, Francyi, Niemczech i Szwajcaryi : ich geneza i organizacya (1908)
- Geografia za czasów Komisyi Edukacyi Narodowej, pierwszego w Europie Ministeryum Oświaty (1910)
- O rozwoju pomysłu państwowej władzy wychowawczej przed Komisją Edukacji Narodowej (1922)
- Zasady nowego wychowania : podłoże historyczne i tezy pedagogiczne Związku Zawodowego Nauczycielstwa Polskich Szkół Średnich, wydane na powitanie przybywających do Polski nauczycieli angielskich w sierpniu 1928 r. (1928)
- Geneza Komisji Edukacji Narodowej : studjum historyczne (1923)
- Z tajemnic filomackich (1917)[1].